# بيت الهادي الاسفل (المحويت)

تعديل مصدري - تعديل

بيت الهادي الاسفل هي إحدى قرى عزلة قبلة ابن عبد الله بمديرية المحويت التابعة لمحافظة المحويت، بلغ تعداد سكانها 138 نسمة حسب تعداد اليمن لعام 2004.